# Paul Märzheuser
Paul Emil Märzheuser (* 31. August 1924 in Duisburg; † 27. Januar 2007 ebenda) war von 1970 bis 1981 Präsident des MSV Duisburg. In seine Amtszeit fielen unter anderem die größten Erfolge des Vereins, die Teilnahme am DFB-Pokal-Endspiel 1975 und die beiden UEFA-Pokal-Teilnahmen 1975 und 1978. Außerdem feierte er auch im Reitsport als Funktionär große Erfolge.

## Leben

### Karriere als Fußballfunktionär
Paul Märzheuser war ein Duisburger Anwalt und Notar, 2002 beendete er seine Tätigkeit als Notar. Von 1970 bis 1981 war er Präsident des Fußballvereins MSV Duisburg, der unter seiner Führung 1975 ins Finale des DFB-Pokals einzog, dieses aber 0:1 gegen Eintracht Frankfurt verlor. Im Jahr 1975 spielte der MSV im UEFA-Pokal, schied allerdings bereits in der zweiten Runde aus. 1979 wurde die Mannschaft erst im Halbfinale von Borussia Mönchengladbach gestoppt.

### Karriere im Pferderennsport
Märzheuser engagierte sich im Pferderennsport, seit er sich 1972 das erste Mal ein Reitpferd gekauft hatte und es von professionellen Jockeys bei Pferderennen reiten ließ. Lange Zeit blieben die Erfolge aus, bis am 29. Juni 1995 sein Galopper All My Dreams das 126. Deutsche Derby gewann. Dieses Pferd hatte  der Kölner Galopper-Agent Hans-Jörg Eisele für ihn und seine Frau Monika sowie seinen Anwaltskollegen Hans Ehrhorn (Stall Rheinwiese) im englischen Newmarket für relativ wenig Geld ausfindig gemacht. Für lediglich etwa 35.000 Mark erwarb er das Pferd in England und ließ es fortan von dem Jockey Kevin Woodburn reiten. Fünfmal wurde es Erster, darunter der Derbysieg. Die finanzielle Bilanz: 942.000 Mark erwirtschafteten sie mit All My Dreams. Nach dem Derbysieg erlitt das Pferd einen Sehnenschaden und musste seine Karriere beenden.
Zum achtzigsten Geburtstag machte sein Mülheimer Galopprennverein Märzheuser zum Ehrenmitglied.

### Funktionen in der Kirche
Paul Märzheuser war bekennender Katholik. Seit seiner Studienzeit in Bonn war er Mitglied der Studentenverbindung K.D.St.V. Ripuaria Bonn im CV. 1984 machte er sich um die Wiederbegründung der K.D.St.V. Elbmark (Tetschen-Liebwerd) zu Duisburg im CV verdient.
1969 wurde er von Kardinal-Großmeister Eugène Kardinal Tisserant zum Ritter des Ritterordens vom Heiligen Grab zu Jerusalem ernannt und am 29. Januar 1969 in Rom durch Lorenz Kardinal Jaeger, Großprior der deutschen Statthalterei, investiert. Er war zuletzt Komtur des Ordens. Ihm lag die Unterstützung der Christen im Heiligen Land am Herzen.

## Familie
Märzheuser war mit der Künstlerin Monika Firley verheiratet. Aus der Ehe gingen zwei Töchter hervor. Paul Märzheuser wurde am 2. Februar 2007 in der Familiengruft auf dem katholischen Friedhof in Meiderich beerdigt.